# Russ Howard
Russell W. Howard, detto Russ (Midland, 19 febbraio 1956), è un giocatore di curling canadese.

## Biografia
Partecipò all'età di 49 anni ai XX Giochi olimpici invernali edizione disputata a Torino, (Italia) nel febbraio del 2006, riuscendo ad ottenere la medaglia d'oro nella squadra canadese con i connazionali Mark Nichols, Brad Gushue, Jamie Korab e Mike Adam.
Nell'edizione la nazionale finlandese ottenne la medaglia d'argento, la statunitense quella di bronzo.